# Танці з кістками
«Танці з кістками» — роман українського лікаря-блогера та популяризатора доказової медицини Андрія Сем'янківа. Виданий у 2022 році видавництвом «Віхола».

## Сюжет
Події роману відбуваються в сучасному Києві. Твір описує життя патологоанатома-невдахи Северина, який незадоволений своїм фінансовим станом та досягненнями в житті. Несподівано Донику випадає можливість заробити на ринку трансплантації органів. Попри нелегальність, герой погоджується на злочини, в надії налагодити власне життя за допомогою грошей. Северин переконує себе, що забирає в мертвих людей те, що їм вже і так не потрібно, що поступово морально змінює героя і він продовжує скоювати злочини. З появою грошей герою здається, що його життя покращується, однак згодом він стикається із шантажем та остаточно морально занепадає. Твір побудований на чорному гуморі.

## Нагороди
- Премія Книга року BBC[4].

## Історія написання
Ідея твору виникла в Андрія Сем'янківа 2015-2016 року, коли справи в державній медицині ішли досить скрутно. Більшість історій засновані на реальності.

## Продажі
Станом на 2023, було продано 27 603 примірників книги.